# 쇠네르보르시

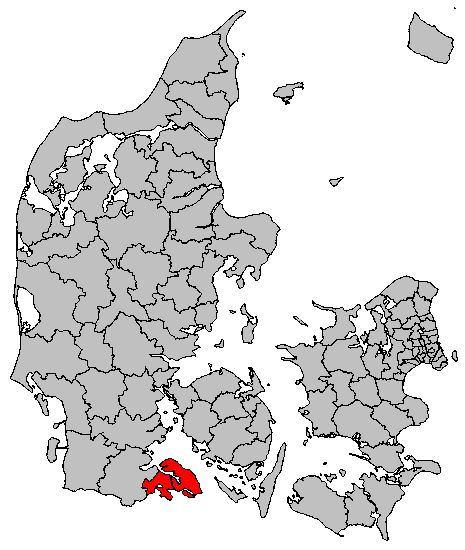
쇠네르보르시의 위치

쇠네르보르시(덴마크어: Sønderborg Kommune)는 덴마크 남덴마크 지역에 위치한 지방 자치체로 행정 중심지는 쇠네르보르이며 면적은 496km2, 인구는 75,264명(2014년 기준)이다. 윌란반도의 일부, 알스섬의 일부에 걸쳐 있다.

시 문장